# 脂大眼鯧
脂大眼鯧，又稱脂銀鱗鯧（學名：Monodactylus sebae）為輻鰭魚綱鱸形目銀鱗鯧科大眼鯧屬的其中一種，分布於東大西洋區，從維德角群島至安哥拉海域、淡水及半鹹水域，本魚呈菱形且側扁，體高大於體長，頭部陡峭，口略尖，上頜骨延伸至前眼水平，下頷具絨毛狀牙齒，背鰭和臀鰭長且前部很高，體色銀灰色，體側具有4條深色垂直條紋，魚鰭深灰色，背鰭硬棘7-8枚、背鰭軟條32-38枚、臀鰭硬棘3枚、臀鰭軟條36-38枚，體長可達25公分，主要棲息在沿岸河口、潟湖，偶爾會出現在淡水水域，以小魚及甲殼類為食，可做為觀賞魚。